# Calamaria apraeocularis
Espèce
Calamaria apraeocularis  est une espèce de serpents de la famille des Colubridae.

## Répartition
Cette espèce est endémique de Sulawesi en Indonésie. Elle se rencontre sur le mont Bonthain.

## Publication originale
- Smith, 1927 : Contribution to the herpetology of the Indo-Australian Region. Proceedings of the Zoological Society of London, vol. 1927, n. 1, p. 199-225.